# Sombor
Sombor (en serbio: Сомбор; en húngaro: Zombor) es una ciudad y municipio localizada en el norte de Serbia. La ciudad tiene una población de 51 471 (censo 2002), mientras que el municipio tiene 97 263 habitantes. Es la capital del distrito de Bačka del Oeste, en la provincia autónoma de Voivodina. Es la ciudad natal de los jugadores de baloncesto Nikola Jokić y Radivoj Korać.

## Historia

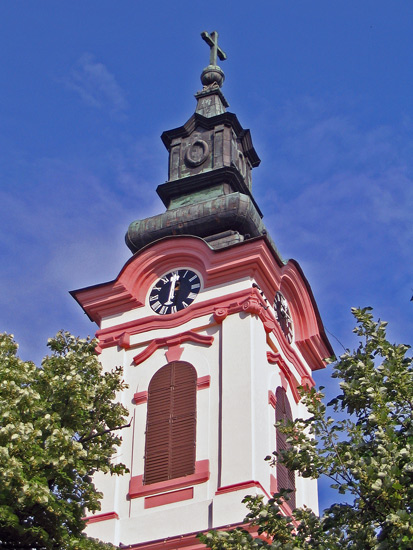
Iglesia ortodoxa serbia.

El primer registro histórico sobre la ciudad proviene del año 1340. La ciudad perteneció al Reino de Hungría hasta el siglo XVI, cuando llegó a formar parte del Imperio otomano. Durante el reinado otomano, casi toda la población húngara huyó y la ciudad estuvo mayoritariamente habitada por serbios. 
En 1665, un viajero muy conocido, Evlia Celebi, visitó Sombor y escribió: "La mayoría de la gente (en la ciudad) no son húngaros, sino valaquiano-cristianos (serbios). Estos lugares tienen algo en especial: no pertenecen a Hungría, pero son parte de Bačka y Valaquia. La mayoría de los habitantes son comerciantes, y todos llevan ropa de habitantes de la frontera; son un pueblo gentil y valiente".
Desde 1687, la ciudad estuvo bajo el gobierno de Austria, y fue incluida en la frontera militar del Imperio de los Habsburgo. En 1717, la primera escuela elemental ortodoxa fue inaugurada. Cinco años después una escuela elemental católica también fue inaugurada. En 1745 Sombor fue excluido de la Frontera militar e incluido en el condado Bács-Bodrog. En 1749 obtuvo el estatuto de “libre ciudad real”. En 1786, la ciudad llegó a ser la sede de dicho condado. Según el censo de 1786, la población de la ciudad era 11 420 habitantes, la mayoría serbios.
Según el censo de 1843, la ciudad tenía 21 086 habitantes, de los que 11 897 eran cristianos ortodoxos, 9082 católicos, 56 judíos, y 51 protestantes. La lengua principal hablada en la ciudad era el serbio y la segunda el alemán. En 1848/1849, Sombor era parte del Ducado serbio, una región autónoma serbia dentro del Imperio austríaco, mientras que entre 1849 y 1860, era parte del Ducado de Serbia y Tamiš Banat, una tierra separada de la corona austríaca. Después de la abolición de este territorio, Sombor se convirtió en la sede del recién creado Distrito de Bačka-Bodrog.
Según el censo de 1910, la población de Sombor era 30 593 habitantes de los que 11 881 hablaba el serbio, 10 078 hablaba húngaro, 6289 hablaba bunjevac, 2181 hablaba el alemán, etc. 
Desde 1918, Sombor era parte del Reino de los Serbios, Croatas y Eslovenos (después llamado Reino de Yugoslavia). Entre 1918 y 1922, era parte del Distrito de Bačka, entre 1922 y 1929, parte de la región de Bačka, y entre 1929 y 1941, parte de la Banovina del Danubio. 
En 1941, la ciudad fue ocupada por las Potencias del Eje en la Segunda Guerra Mundial y anexada por parte de Hungría. La ocupación de las Potencias acabó en 1944, y Sombor formó parte de la nueva República Federal Socialista de Yugoslavia. Desde 1945, es parte de la provincia autónoma de Vojvodina. Hoy, Sombor es la sede del distrito de Bačka del Oeste.

## Nombre y etimología
En  serbio, la ciudad es conocida como "Sombor/Сомбор", en húngaro como "Zombor", en croata (y šokac) como "Sombor", en bunjevac como "Sombor", en ruteno como "Zombor" (Зомбор), y en alemán como "Sombor".
El antiguo nombre húngaro de la ciudad era Czoborszentmihály. El nombre tiene su origen en la familia Czobor, los dueños de la ciudad durante el siglo XIV. El nombre serbio de la ciudad (Sombor) también vino del nombre familiar de los Czobor, y es mencionado por primera vez en 1543, aunque ya haya sido mencionada en documentos históricos bajo varios nombres, como Samobor, Sambor, Sambir, Sonbor, Sanbur, Zibor, y Zombar.
El nombre no oficial de esta ciudad en serbio es Ravangrad (en serbio: Раванград, Ciudad plana).

## Lugares habitados

### Ciudad y pueblos
El municipio de Sombor incluye la ciudad de Sombor y los siguientes pueblos:
- Aleksa Šantić
- Bački Breg
- Bački Monoštor
- Bezdan
- Gakovo
- Doroslovo
- Kljajićevo
- Kolut
- Rastina
- Riđica
- Svetozar Miletić
- Stanišić
- Stapar
- Telečka
- Čonoplja

### Otros asentamientos suburbanos
- Bukovački Salaši
- Rančevo
- Kruševlje
- Bilić
- Lugumerci
- Žarkovac

## Demografía (censo 2002)

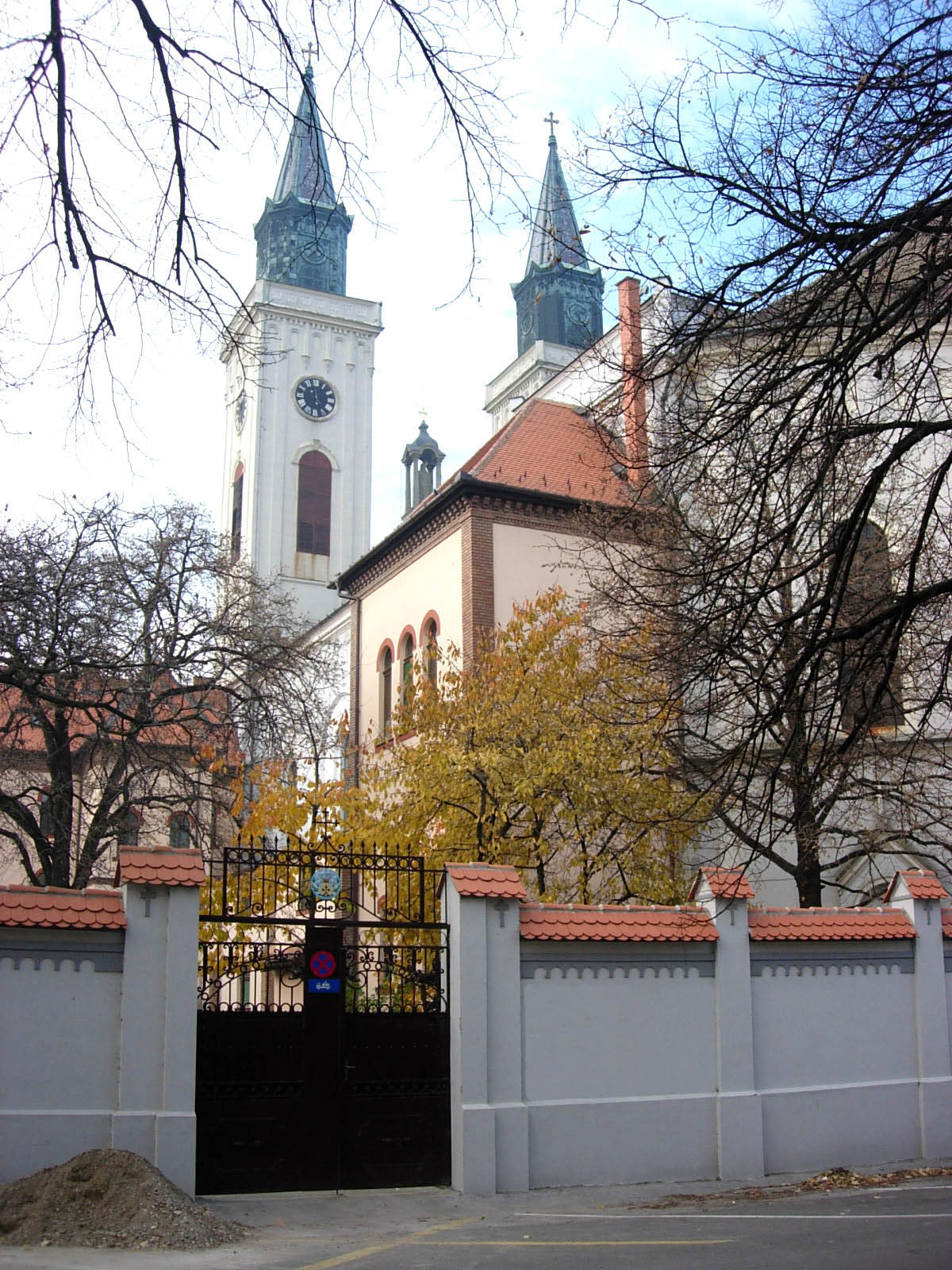
Monasterio carmelita y la iglesia en el centro.

La población del municipio de Sombor consiste de las siguientes etnias:
- Serbios: 59 799 (61,48 %)
- Húngaros: 12 386 (12,73 %)
- Croatas: 8106 (8,33 %)
- Yugoslavos: 5098 (5,24 %)
- Bunjevci: 2730 (2,8 %)

### Asentamientos según la mayoría étnica
Asentamientos con la mayoría serbia son: Sombor, Aleksa Šantić, Gakovo, Kljajićevo, Kolut, Rastina, Riđica, Stanišić, Stapar, y Čonoplja. Asentamientos con la mayoría croata/šokac son: Bački Breg y Bački Monoštor. Asentamientos con la mayoría húngara son: Bezdan, Doroslovo y Telečka.

### Población histórica de la ciudad
- 1961: 37 760
- 1971: 44 100
- 1981: 48 454
- 1991: 48 993
- 2002: 51 471

## Cultura
Sombor es famoso por su vegetación, vida cultural y un casco histórico precioso de los siglos XVIII y XIX. Las instituciones culturales más importantes son el Teatro Nacional, el Museo Regional, la Galería de Arte Moderna, la Galería de Arte de Milan Konjović, la Facultad de Enseñanza, la Casa serbia de Lectura y el Bachillerato.
La rica historia de Sombor incluye la institución más antigua de enseñanza en la lengua serbia. También es la ciudad de muchas organizaciones de actuales minorías, como el Teatro de Bolsillo Húngaro Berta Ferenc, la Asociación Croata Vladimir Nazor,  el Municipio judío y otras pequeñas organizaciones como clubs alemán y gitano.
Hay dos monasterios importantes en esta ciudad:

- Monasterio carmelita, fundado en 1904.
- Monasterio ortodoxo, fundado en 1928-1933.

## Medios de comunicación

### Periódicos
- Somborske novine[2]

### Canales de TV
- K-54[3]
- Spektar[4]

### Estaciones de radio
- Fortuna[5]
- Fortuna folk[6]
- Planet[7]
- Sombor[8]
- Sonet[9]
- Spektar[10]

## Ciudades Hermanadas
Ciudades hermanadas:
- Baja, Hungría
- Kispest, Hungría

Cooperación regional:
- Croacia: Osijek
 Croacia Vukovar
- Bosnia y Herzegovina: Tuzla